# Mckenna Grace
Mckenna Grace Burge (Grapevine, Texas; 25 de junio de 2006) es una actriz y cantante estadounidense. Ha sido nominada y galardonada con múltiples premios, como un Phoenix Film Critics Society Award a Mejor actuación juvenil y un Hollywood Film Award en conjunto, además de recibir una nominación a los Primetime Emmy Awards en la categoría de Mejor actriz invitada en una serie dramática. En 2018 y 2019, The Hollywood Reporter la nombró una de las 30 mejores estrellas menores de 18 años.
Comenzó a actuar profesionalmente a la edad de seis años, con sus primeros papeles como Jasmine Bernstein en la comedia de situación de Disney XD Crash & Bernstein (2012-2014) y Faith Newman en la telenovela The Young and the Restless (2013-2015). En 2016, apareció en la película animada Angry Birds: la película como Ella Bird, y en el mismo año tuvo papeles importantes en las cintas Mr. Church e Independence Day: Resurgence. También tuvo unos papeles recurrentes en la serie original de Netflix Fuller House como Rosa y la serie dramática Designated Survivor. En 2017 protagonizó junto a Chris Evans y Octavia Spencer la cinta dramática Un don excepcional, por la que fue nominada y galardonada con varios premios. Posteriormente en el mismo año apareció junto a Eugenio Derbez en How to Be a Latin Lover, junto a Bella Thorne en Amityville: El despertar y en I, Tonya como una versión joven del personaje de Margot Robbie y por la que en conjunto ganó un Hollywood Film Awards. 
También apareció en las series La maldición de Hill House (2018), Chilling Adventures of Sabrina (2018) y El joven Sheldon (2018-2022), antes de protagonizar The Bad Seed (2018) y Annabelle Comes Home (2019).
En 2021 fue elegida para protagonizar la tercera película de la franquicia de Ghostbusters, Ghostbusters: Afterlife, y su secuela Ghostbusters: Frozen Empire (2024). Además, apareció en El cuento de la criada (2021), por la que fue nominada a los Premios Primetime Emmy.

## Primeros años
Grace nació en Grapevine, Texas, el 25 de junio de 2006, hija de Ross Burge y Crystal Grace.

## Carrera

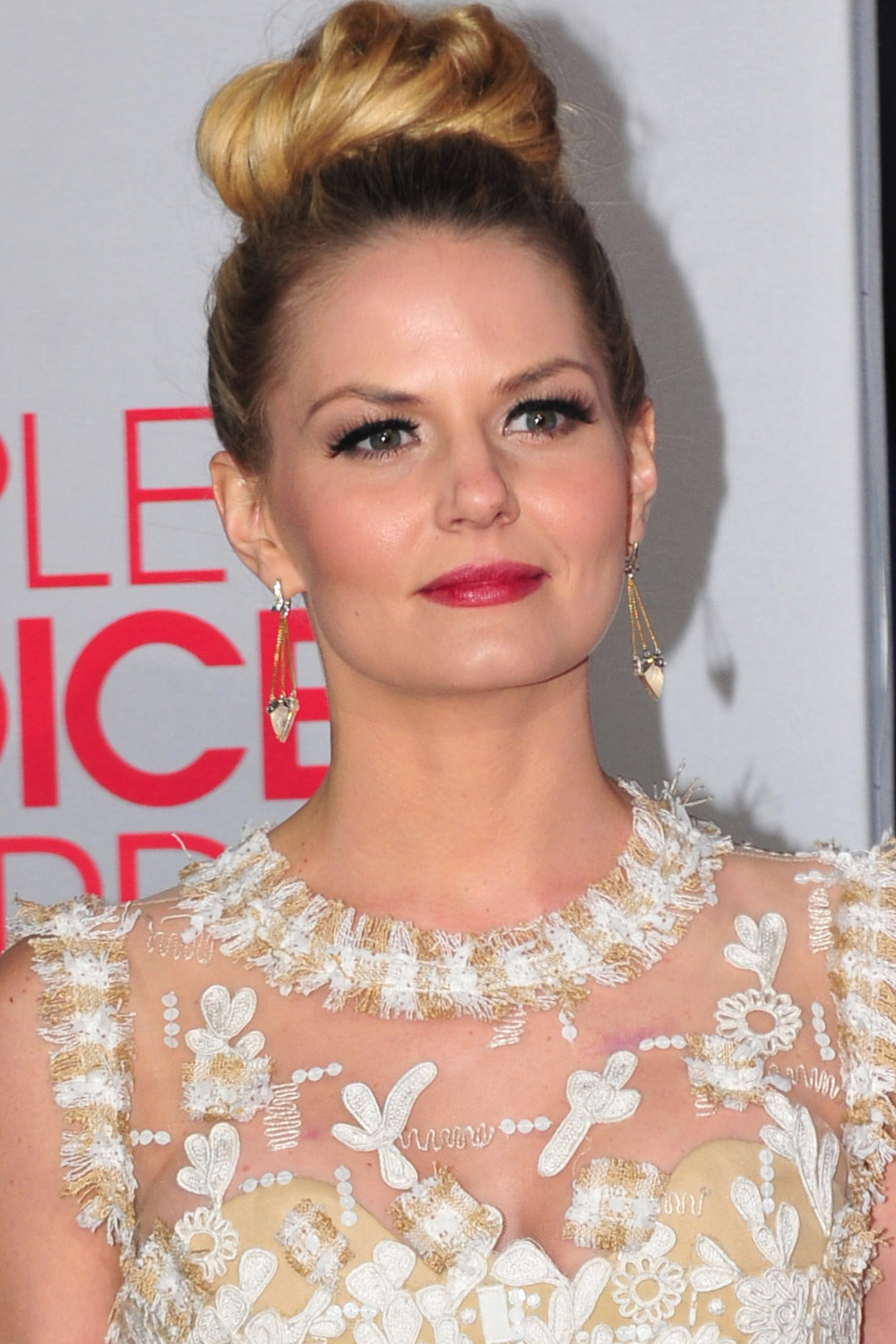
Uno de los papeles menores más relevantes de Grace es de la versión joven del personaje de Jennifer Morrison en Once Upon a Time.

### 2012-2015: primeros papeles
Grace hizo su debut como actriz en Crash & Bernstein de Disney XD en 2012 como Jasmine Bernstein en un papel recurrente. En 2013 fue invitada en la sitcom The Goodwin Games, además de participar en el programa piloto de televisión Joe, Joe & Jane como Sydney. En el mismo año apareció en Instant Mom y se unió al elenco recurrente de The Young and the Restless como reemplazo en algunos episodios de la actriz Alyvia Alyn Lind como Faith Newman. Sharon Case, quien interpreta a la madre de Faith, Sharon Newman, describió a Grace como "nada nerviosa", y señaló que era "muy segura" con una "gran personalidad". Debutó como actriz de doblaje en la serie animada Clarence en 2014 como Tinia en el episodio «Patients». Grace hizo su debut en cines en la cinta Goodbye World, que se estrenó en el Festival de Cine de Los Ángeles en 2013 y en Estados Unidos el 4 de abril de 2014. Goodbye World tubo críticas positivas en Rotten Tomatoes mientras en Metacritic índico revisiones generalmente desfavorables. También en 2014 participó en Suburban Gothic, que se estrenó en el Festival Internacional de Cine Fantasía, y un año después en cines. Además apareció en la serie CSI: Crime Scene Investigation  y en las películas para televisión: Clementine y Love Is Relative.
En 2015, fue invitada en las series K.C. Undercover y Dog with a Blog, y dio vida a una joven Caroline Forbes en dos episodios de The Vampire Diaries, además de tener un papel recurrente en la serie CSI: Cyber de CBS. También participó en las películas independientes Russell Madness y Frankenstein, esta última estrenada por primera vez en el Festival Internacional de Cine Fantástico de Bruselas. Apareció en los telefilmes Genie in a Bikini y Babysitter's Black Book, además de hacer su segundo papel de voz en la serie animada de Disney Pickle & Peanut. Grace fue elegida para interpretar a una joven Emma Swan en la serie de fantasía de ABC Once Upon a Time.

### 2016-2018:Giftedy más papeles importantes
En 2016 se unió al elenco de la película dramática Mr. Church, con Eddie Murphy. La película se estrenó en el Festival de cine de Tribeca, y posteriormente en cines con un estreno limitado. Obtuvo críticas generalmente negativas y fue un fracaso en taquilla. Apareció como invitada en Teachers y Bizaardvark. También en 2016, hizo su primer papel de voz en una película animada, siendo esta la cinta basada en los juegos de Angry Birds, Angry Birds: la película, donde interpretó a Ella Bird. La película tubo críticas mixtas y fue un éxito en taquilla. También hizo un papel de voz en Elena de Ávalor y La guardia del león, y fue parte del piloto no emitido de Marvel's Most Wanted, una serie de Marvel que estaría basada en los personajes de Pájaro Burlón y Lance Hunter. El 13 de mayo de 2015, Grace se unió al thriller de ciencia ficción Independence Day: Resurgence, donde interpretó a Daisy. La película dirigida por Roland Emmerich se estrenó el 24 de junio de 2016. Fue también parte del elenco recurrente de las series Fuller House y Designated Survivor.

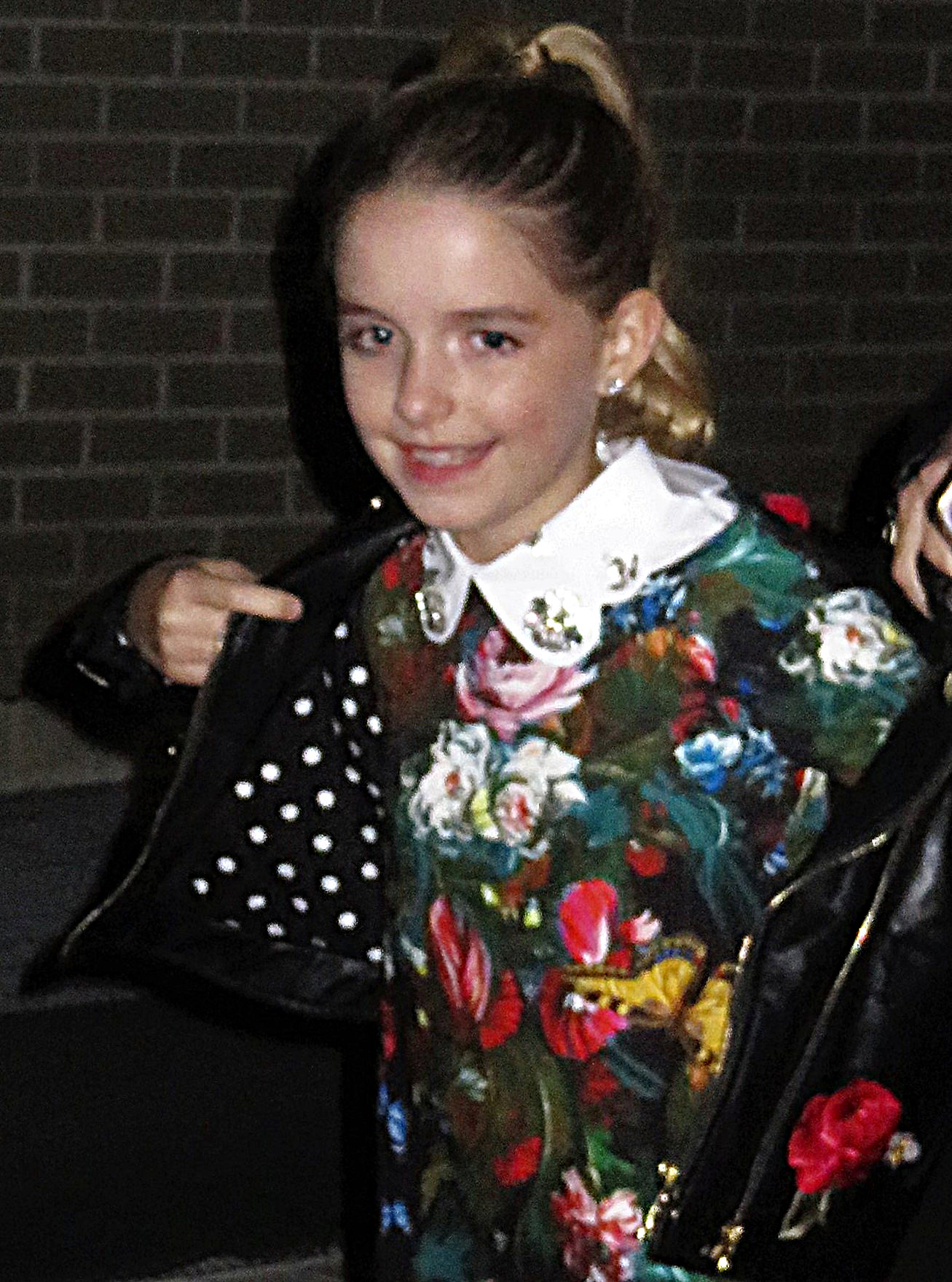
Grace saliendo del estreno de I, Tonya en el Festival Internacional de Cine de Toronto de 2017.

En septiembre de 2015 Grace se unió a Chris Evans para protagonizar la película dramática Un don excepcional, de Marc Webb, que se estrenó en 2017. Obtuvo reconocimiento por su actuación en el papel, siendo nominada al premio Broadcast Film Critics Association como Mejor Artista Joven. La película tuvo críticas mixtas y fue un éxito comercial. El 11 de mayo de 2016, Grace se unió al elenco de How to Be a Latin Lover protagonizada por Eugenio Derbez y Salma Hayek. La película fue lanzada el 28 de abril de 2017. Con una recaudación de $62.6 millones, la cinta fue un éxito comercial y recibió críticas mixtas. También en 2017, Grace estreno la película de terror sobrenatural, Amityville: El despertar protagonizada por Bella Thorne. Amityville: El despertar logró una recaudación de $7.7 millones y una crítica mixta. Su nuevo papel de voz fue en Mickey Mouse Mixed-Up Adventures como Bitsy Beagleberg en cinco episodios desde el 2017 al 2019. Grace terminó el 2017 apareciendo en la película biográfica nominada a los premios Óscar I, Tonya, como una versión joven de la patinadora sobre hielo Tonya Harding, interpretada de adulta por Margot Robbie. Por I, Tonya ganó junto con es reparto el premio Hollywood Film Awards en la categoría de Premio al conjunto de Hollywood. I, Tonya  se estrenó en el festival de Festival Internacional de Cine de Toronto, y fue un éxito comercial y crítico.
En 2018 fue recurrente en la serie de terror sobrenatural La maldición de Hill House, protagonizada por Michiel Huisman y Carla Gugino, interpretando a una versión juvenil del personaje de Kate Siegel. Posteriormente apareció en la cinta de ciencia ficción Ready Player One, basada en el libro homónimo de Ernest Cline. También en el mismo año protagonizó la película para televisión de terror dramático The Bad Seed junto a Rob Lowe. Con críticas mixtas, Andrea Reiher, del sitio web Collider, dijo que la película "no es ni lo suficientemente oscura ni lo suficientemente cursi; cualquiera de las dos opciones hubiera sido mucho más agradable. Pero está atrapada en un área intermedia que está vacía del absurdo exagerado o de cualquier oscuridad real". En sus siguientes apariciones en series en el 2018 Grace interpretó una joven versión de Sabrina Spellman en el episodio «A Midwinter's Tale» de la serie de Netflix Chilling Adventures of Sabrina, protagonizada por Kiernan Shipka, con quien Grace tiene un parecido físico, y al mismo tiempo apareció en la comedia El joven Sheldon en seis episodios, hasta 2021.

### 2019-presente: Reconocimiento masivo

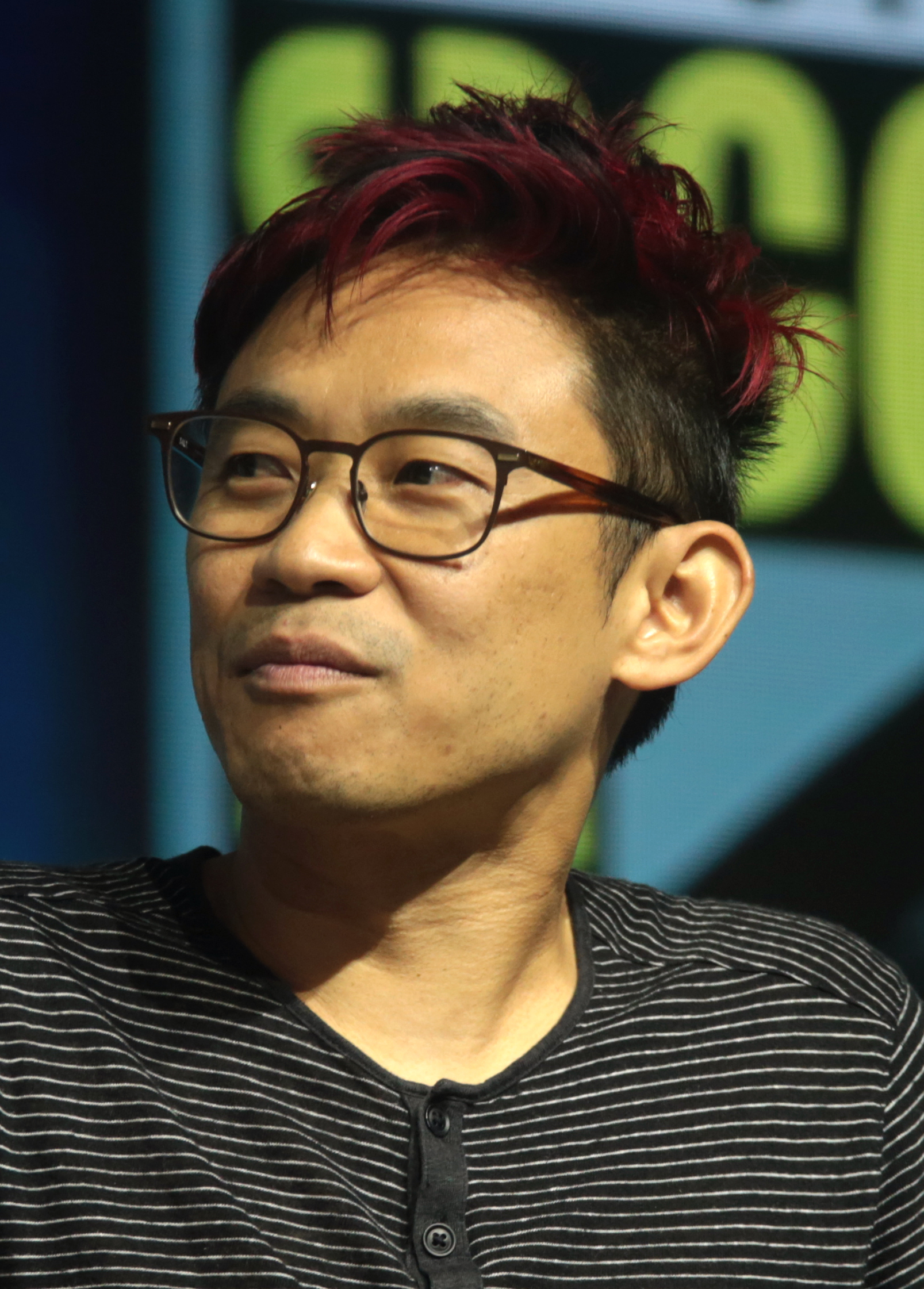
James Wan creó la historia de Annabelle Comes Home, cinta protagonizada por Grace y dirigida por Gary Dauberman.

En 2019 apareció en el Universo cinematográfico de Marvel como una versión de 13 años de la superheroína Carol Danvers en Capitana Marvel. Posteriormente coprotagonizó junto a Viola Davis la película de comedia dramática Troop Zero. Grace fue elegida para la cinta en marzo de 2018. Tuvo su estreno mundial en el Festival de Cine de Sundance el 1 de febrero de 2019. Este fue el primer largometraje de Amazon Studios que se lanzó como solo transmisión, en el servicio Amazon Prime Video, el 17 de enero de 2020. La película tuvo críticas mixtas, con Richard Roeper del Chicago Sun-Times elogiando la actuación de Grace y marcándola como "maravillosa". En el mismo año, Grace interpretó a Judy Warren, hija de los investigadores paranormales Ed y Lorraine Warren, en la película de terror parte del universo del Conjuring Annabelle Comes Home. Elegida a fines de septiembre de 2018, Grace fue reemplazo de Sterling Jerins, quien interpretó a Judy Warren en The Conjuring y The Conjuring 2. Siendo su primer papel de protagonista en una producción grande, Annabelle Comes Home se estrenó el 26 de junio de 2019, recibió en su mayoría críticas mixtas y finalizó con una recaudación de $231.3 millones de dólares, siendo la cinta más taquillera de Grace. Sus únicos proyectos en 2020 fueron un papel de voz como una joven Daphne Blake en la película animada ¡Scooby!, protagonizada por Frank Welker y Will Forte, que logró $25.8 millones de dólares en taquilla, y una aparición en el videoclip de la canción «Queen of Broken Hearts» de Blackbear.

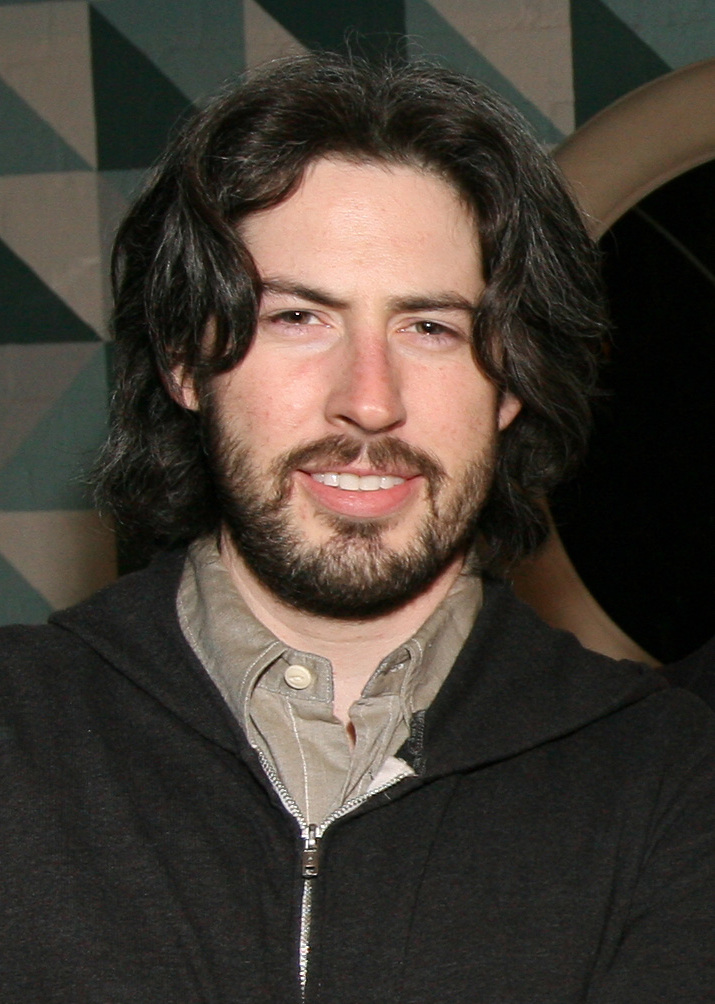
Ivan Reitman y Jason Reitman dirigieron Ghostbusters: Afterlife, que es la segunda película más taquillera y destacada de la carrera de Grace.

En 2021, protagonizó junto a Isabela Merced y Marsai Martin la secuela de la película animada Spirit: el corcel indomable del 2002, Spirit Untamed. Estrenada el 4 de junio de 2021 y con críticas mixtas, Spirit Untamed recaudó $42.6 millones de dólares y fue considerada un éxito mediano. Luego apareció en la película de terror Maligno, de James Wan, como una versión juvenil del personaje de Annabelle Wallis; la cinta fue un fracaso en taquilla. También en 2021, Grace interpretó el papel de Esther Keyes, una granjera y la esposa adolescente de un comandante mayor, en la cuarta temporada de la serie televisada El cuento de la criada, de Margaret Atwood, y obtuvo una nominación a Mejor actriz invitada en una serie dramática en los 73 ° Primetime Creative Arts Emmy Awards. Lauren Busser, de Tell-Tale TV, dijo que Grace tenía una actuación fuerte y que ella "impone respeto y tiene veneno en sus palabras que atraen a los espectadores". En agosto, se unió a Thomasin McKenzie en el largometraje Perfect de Olivia Wilde y Searchlight Pictures. Posteriormente en el mismo año protagonizó el primer episodio de la serie antológica de comedia de terror, Just Beyond junto a Nasim Pedrad. Grace fue elegida en abril del mismo año junto a Lexi Underwood y Pedrad. La serie se estrenó en Disney+ el 13 de octubre de 2021. La serie obtuvo una crítica en su mayoría positiva. Para finales de año, Grace estrenó la película parte de la franquicia de Ghostbusters titulada Ghostbusters: Afterlife, de Jason Reitman. La cinta se proyecto por primera vez el 23 de agosto de 2021 durante el evento CinemaCon de 2021 en Las Vegas, y volvió a ser proyectada de sorpresa en el Comic Con de Nueva York, antes de estrenarse en cines el 19 de noviembre de 2021. Grace fue anunciada en marzo de 2019 junto a Finn Wolfhard y Carrie Coon. Obtuvo en su mayoría críticas positivas. Sheri Linden de The Hollywood Reporter, describió a Grace y el elenco de la película como "atractivo" y agregó: "también interpretan a personas con más carne que la primera película ofrecida, lo que refleja el interés del director en las historias basadas en personajes." La película es el segundo gran éxito en taquilla de Grace, recaudando hasta el 3 de diciembre de 2021, $119.8 millones. En 2022 Grace protagonizó la película de ciencia ficción de Disney+ Crater. Grace fue elegida en marzo de 2021, junto a Isaiah Russell-Bailey, Billy Barratt, Orson Hong y Thomas Boyce.

### Carrera musical
En 2020, Grace firmó con Photo Finish Records, y en noviembre de 2021 lanzó su sencillo debut, «Haunted House», con un video musical adjunto. Si bien no se escribió originalmente para Ghostbusters: Afterlife, la canción finalmente se agregó a la banda sonora de la película y se usó para los créditos finales. Cuando se le preguntó, Grace explicó que la canción fue escrita durante un período difícil de su vida en medio de la pandemia de COVID-19, y que uno "podría tomarlo como una canción de ruptura, pero también podría ser sobre un amigo o un miembro de la familia o cualquier tipo de relación que haya terminado".

## Vida personal
Mckenna Grace fue vegetariana y ha dirigido su afecto por los animales hacia el trabajo con Farm Sanctuary y Personas por el Trato Ético de los Animales (PETA), incluida su participación en una campaña para recordar a las personas que no deben dejar a sus perros en autos calientes. Además, a Grace en su tiempo libre le gusta cantar y tocar el piano, la guitarra y el ukelele, tal como lo demuestra en sus redes sociales.

## Filmografía

### Cine
| Año  | Título                                        | Papel                                | Notas                   |
| ---- | --------------------------------------------- | ------------------------------------ | ----------------------- |
| 2012 | R                                             | Riley                                | Cortometraje            |
| 2013 | Goodbye World                                 | Hannah Palmer                        |                         |
| 2013 | Suburban Gothic                               | Zelda                                |                         |
| 2015 | Russell Madness                               | Lena                                 |                         |
| 2015 | Frankenstein                                  | Muchacha                             |                         |
| 2015 | The Pearl Whale                               | Nieta                                | Cortometraje            |
| 2016 | Mr. Church                                    | Izzy                                 |                         |
| 2016 | Angry Birds: La película                      | Ella Bird                            | Papel de voz            |
| 2016 | Independence Day: Resurgence                  | Daisy Blackwell                      |                         |
| 2017 | Gifted                                        | Mary Adler                           | [ 177 ] [ 178 ] [ 179 ] |
| 2017 | How to Be a Latin Lover                       | Arden                                |                         |
| 2017 | Amityville: El Despertar                      | Juliet Walker                        |                         |
| 2017 | I, Tonya                                      | Joven Tonya Harding                  |                         |
| 2018 | Ready Player One                              | Chica de la escuela primaria         |                         |
| 2018 | The Bad Seed                                  | Emma Grossman                        |                         |
| 2019 | Capitana Marvel                               | Joven Carol Danvers                  |                         |
| 2019 | Troop Zero                                    | Christmas Flint                      |                         |
| 2019 | Annabelle Comes Home                          | Judy Warren                          |                         |
| 2020 | Scoob                                         | Joven Daphne Blake                   | Voz                     |
| 2021 | Spirit Untamed                                | Abigail Stone                        | Voz                     |
| 2021 | Maligno                                       | Joven Madison Lake / Joven Emily May |                         |
| 2021 | Ghostbusters: Afterlife                       | Phoebe Spengler                      |                         |
| 2023 | Crater                                        | Addison                              |                         |
| 2023 | PAW Patrol: The Mighty Movie                  | Skye                                 |                         |
| 2024 | Ghostbusters: Frozen Empire                   | Phoebe Spengler                      |                         |
| 2025 | What We Hide                                  | Spider                               |                         |
| 2025 | Slanted                                       | Jo Hunt                              |                         |
| 2025 | Nobody 2                                      |                                      |                         |
| 2025 | New Year's Rev                                |                                      |                         |
| 2025 | Regretting you                                | Clara                                | Rol principal           |
| 2025 | Anniversary                                   | Birdie                               |                         |
| 2025 | Five Nights at Freddy's 2                     |                                      |                         |
| 2026 | Scream 7                                      | Hannah                               |                         |
| 2026 | Paw Patrol: The Dino Movie                    | Skye                                 |                         |
| 2026 | Los Juegos del Hambre: Amanecer en la Cosecha | Maysilee Donner                      |                         |

### Televisión
| Año       | Título                         | Papel                     | Notas                             |
| --------- | ------------------------------ | ------------------------- | --------------------------------- |
| 2012-2014 | Crash & Bernstein              | Jasmine Bernstein         | 15 episodios                      |
| 2013      | The Goodwin Games              | Joven Chloe               | 1 episodio                        |
| 2013      | Joe, Joe & Jane                | Sydney                    | Película para televisión          |
| 2013-2014 | Instant Mom                    | Sam                       | 2 episodios                       |
| 2013-2015 | The Young and the Restless     | Faith Newman              | 50 episodios                      |
| 2014      | Clarence                       | Tinia (voz)               | 1 episodio                        |
| 2014      | CSI: Crime Scene Investigation | Joven Abby Fisher         | 1 episodio                        |
| 2014      | Clementine                     | Lucy                      | Película para televisión          |
| 2014      | Love Is Relative               | Casey                     | Película para televisión          |
| 2014      | Gravity Falls                  | Voces adicionales         | 1 episodio                        |
| 2015      | K.C. Undercover                | Quinn                     | 1 episodio                        |
| 2015      | The Vampire Diaries            | Joven Caroline Forbes     | 2 episodios                       |
| 2015      | Genie in a Bikini              | Teresa                    | Película para televisión          |
| 2015      | Dog with a Blog                | Jules                     | 1 episodio                        |
| 2015      | Pickle & Peanut                | Cindy                     | 2 episodios                       |
| 2015      | Babysitter's Black Book        | Cindy                     | Película para televisión          |
| 2015      | CSI: Cyber                     | Michelle Mundo            | 3 episodios                       |
| 2015-2017 | Once Upon a Time               | Joven Emma Swan           | 4 episodios                       |
| 2016      | Teachers                       | Avery                     | 1 episodio                        |
| 2016-2018 | Elena de Ávalor                | Bella                     | 1 episodio                        |
| 2016      | Bizaardvark                    | Didi                      | 1 episodio                        |
| 2016      | Marvel's Most Wanted           | Zoe Abel                  | Piloto no emitido                 |
| 2016-2017 | La guardia del león            | Kambuni                   | 2 episodios                       |
| 2016-2020 | Fuller House                   | Rose Harbenberger         | 8 episodios                       |
| 2016-2019 | Designated Survivor            | Pinny Kirkman             | Papel recurrente                  |
| 2017-2019 | Mickey and the Roadster Racers | Bitsy Beagleberg          | 5 episodio                        |
| 2018      | The Haunting of Hill House     | Joven Theodora Theo Crain | 10 episodios                      |
| 2018      | Chilling Adventures of Sabrina | Joven Sabrina Spellman    | Episodio: «A Midwinter's Tale»    |
| 2018-2021 | El joven Sheldon               | Paige                     | 9 episodios                       |
| 2021      | The Handmaid's Tale            | Esther Keyes              | 2 episodios                       |
| 2021      | Just Beyond                    | Veronica Vanderhall       | Episodio: «Leave Them Kids Alone» |

### Video musical
- «Queen of Broken Hearts» (2020), de Blackbear.

## Discografía
- «Haunted House» (noviembre, 2021)
- «Do all my friends hate me?» (febrero, 2022)
- «You Ruined Nirvana» (abril, 2022)
- «Post Party Trauma» (julio, 2022)
- «Self Dysmorphia» (noviembre, 2022)
- «Ugly Crier» (enero, 2023)
- «Checkered Vans» (febrero, 2023)
- «Buzzkill Baby» (marzo, 2023)
- «Album: Bittersweet 16» (marzo, 2023)
- «Swim Team» (agosto, 2024)
- «LOSER!!» (junio, 2024)

## Premios y nominaciones
| Año  | Premio                               | Categoría                                    | Trabajo nominado           | Resultado | Ref.    |
| ---- | ------------------------------------ | -------------------------------------------- | -------------------------- | --------- | ------- |
| 2017 | Phoenix Film Critics Society Awards  | Mejor actuación de un joven                  | Gifted                     | Ganadora  | [ 180 ] |
| 2017 | Phoenix Film Critics Society Awards  | Rendimiento revolucionario                   | Gifted                     | Ganadora  | [ 180 ] |
| 2017 | Women Film Critics Circle            | Mejor actriz joven                           | Gifted                     | Nominada  | [ 181 ] |
| 2018 | Critics' Choice Movie Awards         | Mejor Artista Joven                          | Gifted                     | Nominada  | [ 67 ]  |
| 2018 | Online Film & Television Association | Mejor Actuación Juvenil                      | Gifted                     | Nominada  | [ 182 ] |
| 2018 | Hollywood Film Awards                | Premio al conjunto de Hollywood              | I, Tonya                   | Ganadora  | [ 183 ] |
| 2019 | Online Film & Television Association | Mejor reparto en película o miniserie        | The Haunting of Hill House | Nominada  | [ 184 ] |
| 2020 | Hollywood Critics Association Awards | Próxima Generación de Hollywood              | Ella misma                 | Ganadora  | [ 185 ] |
| 2021 | Primetime Emmy Awards                | Mejor actriz invitada en una serie dramática | The Handmaid's Tale        | Nominada  | [ 186 ] |